# Wallhack
Wallhacking, Wallhack o wall hack es el cambio de las propiedades de las paredes en juegos de disparos en primera persona. La mayoría de wallhacks se utilizan para hacer un mapa de las paredes, al menos parcialmente transparente, permitiendo que los jugadores vean a través de objetos opacos. La Wallhacking es usualmente considerado cheating, análogo al maphacking en juegos de estrategia en tiempo real, y puede llevar a kickeos y baneo de los servidores de juego en línea si se descubre.
Muchos de los juegos FPS proporcionan armas como granadas que pueden matar a los jugadores ocultos, pero este tipo de explosivos cuentan con daño de salpicadura en lugar de impactos directos. Sin embargo, en un juego como Call of Duty 4: Modern Warfare, ciertas armas de fuego puede disparar a través de las paredes, los fusiles, en particular. Esto les permite ver al enemigo y matar al instante, sin ser vistos.
Otros tipos de wallhack incluyen "wallwalk", en el cual los jugadores pueden ver y caminar a través de las paredes. A veces se denomina "ghostmode", este hack permite ataques furtivos a cualquiera caminando por la pared, cuando el jugador dentro de la pared es esencialmente invisible.